# Шотландский симфонический оркестр BBC
Шотландский симфонический оркестр BBC (англ. BBC Scottish Symphony Orchestra) — шотландский симфонический оркестр, радиоансамбль в составе британского вещателя BBC, базирующийся в Глазго. Был основан в 1935 г. композитором и дирижёром Йеном Уайтом, руководившим музыкальными программами шотландского отделения радиостанции BBC. На протяжении первых пятнадцати лет оркестром руководил другой энтузиаст развития симфонической музыки в Шотландии, Гай Уоррак, а затем Уайт ушёл с поста в BBC для того, чтобы сосредоточиться полностью на работе оркестра.
Оркестр долгие годы осуществлял широкую гастрольную программу внутри Шотландии, внося значительный вклад в пропаганду академической музыки в стране. Он также внёс основной вклад (28 дисков начиная с 1991 г.) в амбициозную серию записей лейбла Hyperion Records «Романтические фортепианные концерты»: с оркестром в этой серии записывались Марк Андре Амлен, Стивен Кумс, Дмитрий Алексеев, Пирс Лэйн, Стивен Осборн, Сета Таниель, Питер Донохоу, Хэмиш Милн и другие заметные пианисты.

## Главные дирижёры
- 1935—1946: Гай Уоррак
- 1946—1960: Йен Уайт
- 1960—1965: Норман Дель Мар
- 1965—1971: Джеймс Лакран
- 1971—1977: Кристофер Симен
- 1978—1980: Карл Антон Риккенбахер
- 1983—1993: Ежи Максимюк
- 1996—2002: Осмо Вянскя
- 2003—2009: Илан Волков
- 2009-2016: Дональд Ранниклс
- c 2016: Томас Даусгор